# Ассенсо МХ
Ассе́нсо МХ (исп. Ascenso MX, «лига повышения») — профессиональная футбольная лига для мексиканских футбольных клубов. Является второй по уровню в системе футбольных лиг Мексики после Лиги МХ. Количество клубов, выступающих в лиге, с годами варьировалось от 14 до 24.

## История
Лига зародилась в 1994 году, когда Федерация футбола Мексики решила переименовать Сегунда Дивисьон (в то время вторую по силе лигу) в «Примера Дивисьон А» (Primera División A) и привлечь к вступлению клубы из Соединённых Штатов для создания более сильной лиги второго уровня. ФИФА не дала разрешение на создание подобной лиги, поэтому руководством было принято решение выделить шестнадцать сильнейших команд в «Примера Дивисьон А», а Сегунду сделать лигой третьего уровня.
В 2009 году лига сменила название с «Примера Дивисьон А» (Primera División A) на «Лига де Ассенсо» (Liga de Ascenso), а в 2012 году стала называться «Ассенсо МХ» (Ascenso MX).
Для того, чтобы сгладить финансовые последствия, вызванные пандемией новой коронавирусной инфекции, 24 апреля 2020 года Федерация футбола Мексики приняла решение отменить переход команд между Примерой и Ассенсо MX на шесть сезонов.

## Состав участников на сезон 2018/19
| Клуб                  | Город, штат                       | Стадион                  | Вместимость |
| --------------------- | --------------------------------- | ------------------------ | ----------- |
| Алебрихес де Оахака   | Оахака-де-Хуарес, Оахака          | Бенито Хуарес            | 14 598      |
| Атланте               | Канкун, Кинтана-Роо               | Олимпико Андрес          | 17 289      |
| Венадос               | Мерида, Юкатан                    | Карлос Итурральде Риверо | 15 087      |
| Дорадос де Синалоа    | Кульякан, Синалоа                 | Банорте                  | 20 108      |
| Кафеталерос де Чьяпас | Тустла-Гутьеррес, Чьяпас          | Виктор Мануэль Рейна     | 29 001      |
| Коррекаминос          | Сьюдад-Виктория, Тамаулипас       | Марте Р. Гомес           | 10 520      |
| Леонес Негрос         | Гвадалахара, Халиско              | Халиско                  | 55 020      |
| Лорос де Колима       | Колима, Колима                    | Олимпико Университарио   | 12 000      |
| Минерос де Сакатекас  | Сакатекас, Сакатекас              | Франсиско Вилья          | 20 000      |
| Потрос УАЭМ           | Толука-де-Лердо, Мехико           | Альберто «Чиво» Кордова  | 32 603      |
| Сакатепек             | Сакатепек-де-Идальго, Морелос     | Агустин Коруко Диас      | 24 313      |
| Селая                 | Селая, Гуанахуато                 | Мигель Алеман Вальдес    | 23 182      |
| Симарронес де Сонора  | Эрмосильо, Сонора                 | Эрое де Накосари         | 18 747      |
| Тампико Мадеро        | Тампико/Сьюдад-Мадеро, Тамаулипас | Тамаулипас               | 19 667      |